# Eleição municipal de Juiz de Fora em 2008
A eleição municipal de Juiz de Fora em 2008 ocorreu entre 5 de outubro e 26 de outubro de 2008. O prefeito era José Eduardo Araújo (PR). O prefeito eleito foi Custódio Mattos (PSDB).

## Resultado da eleição para prefeito

### Primeiro turno
| Candidatos a prefeito       | Número | Votação | Percentual |
| --------------------------- | ------ | ------- | ---------- |
| Margarida Salomão PT        | 13     | 114.980 | 40,82%     |
| Custódio Mattos PSDB        | 45     | 79.520  | 28,23%     |
| Tarcísio Delgado PMDB       | 15     | 58.453  | 20,75%     |
| Omar Resende Peres Filho PV | 43     | 17.606  | 6,25%      |
| Rafael Sales Pimenta PCB    | 21     | 5.840   | 2,07%      |
| Victor Alves Pontes PSTU    | 16     | 5.303   | 1,88%      |

### Segundo turno
| Candidatos a prefeito | Número | Votação | Percentual |
| --------------------- | ------ | ------- | ---------- |
| Custódio Mattos PSDB  | 45     | 148.137 | 51,82%     |
| Margarida Salomão PT  | 13     | 137.719 | 48,18%     |